# Rose of Cimarron (album)
| Recensione              | Giudizio |
| ----------------------- | -------- |
| AllMusic                | [ 2 ]    |
| Dizionario del Pop-Rock | [ 3 ]    |
| 24.000 dischi           | [ 4 ]    |

Rose of Cimarron è un album dei Poco, pubblicato dalla ABC Records nel maggio del 1976.
L'album si piazzò all'ottantanovesimo posto (26 giugno 1976) della Chart statunitense Billboard 200.

## Tracce
Lato A
1. Rose of Cimarron – 6:42 (Rusty Young)
2. Stealaway – 3:12 (Rusty Young)
3. Just Like Me – 2:45 (Timothy B. Schmit)
4. Company's Comin' – 2:39 (Rusty Young)
5. Slow Poke – 2:04 (Rusty Young)

Lato B
1. Too Many Nights Too Long – 5:59 (Paul Cotton)
2. P.N.S. (When You Come Around) – 3:15 (Paul Cotton)
3. Startin' at the Sky – 2:58 (Timothy B. Schmit, John Logan)
4. All Alone Together – 3:21 (Paul Cotton)
5. Tulsa Turnaround – 2:40 (Paul Cotton)

## Musicisti
Rose of Cimarron
- Paul Cotton - voce, chitarra elettrica, chitarra acustica
- Rusty Young - chitarra acustica, chitarra elettrica a dodici corde, mandolino, banjo, dobro
- Timothy B. Schmit - voce, basso, armonica
- George Grantham - voce, batteria, timpano
- Mark Harman - celesta
- Tom Sellers - pianoforte (grand piano), arrangiamento strumenti a corda
- Milt Holland - percussioni
- Sid Sharp - concert master

Stealaway
- Paul Cotton - voce, chitarra elettrica solista, chitarra acustica
- Rusty Young - chitarra elettrica, chitarra acustica, banjo
- Timothy B. Schmit - voce, basso
- George Grantham - voce, batteria

Just Like Me
- Paul Cotton - voce, chitarra acustica, chitarra elettrica
- Rusty Young - chitarra pedal steel
- Timothy B. Schmit - voce, basso
- George Grantham - voce, batteria

Company's Comin' e Slow Poke
- Paul Cotton - voce, chitarra elettrica, chitarra acustica
- Rusty Young - voce, banjo, dobro, mandolino, chitarra pedal steel
- Timothy B. Schmit - voce, basso
- George Grantham - voce, batteria
- John Logan - banjo
- Al Garth - fiddle
- Milt Holland - washboard
- Poco - hand claps (battito delle mani)
- Annie Emery - hand claps
- Jenny Grantham - hand claps
- Jenifer O'Keefe - hand claps
- Doug Rider - hand claps
- Jeddrah Schmit - hand claps
- Noreen Schmit - hand claps

Too Many Nights Too Long
- Paul Cotton - voce, chitarra spagnola, chitarra elettrica a sei e dodici corde
- Rusty Young - mandolino
- Timothy B. Schmit - voce, basso
- George Grantham - voce, batteria
- Al Garth - violino
- Steve Ferguson - pianoforte
- Milt Holland - marimba, percussioni

P.N.S. (When You Come Around)
- Paul Cotton - voce, chitarra elettrica, chitarra acustica
- Rusty Young - chitarra pedal steel
- Timothy B. Schmit - voce, basso
- George Grantham - voce, batteria
- Al Garth - fiddle
- Steve Ferguson - pianoforte

Startin' at the Sky
- Paul Cotton - chitarra acustica a sei e a dodici corde
- Rusty Young - mandolino
- Timothy B. Schmit - voce, basso
- George Grantham - voce, batteria
- John Logan - banjo
- Al Garth - sassofono alto
- Steve Ferguson - pianoforte elettrico

All Alone Together
- Paul Cotton - voce, chitarra acustica a sei e a dodici corde
- Rusty Young - chitarra pedal steel
- Timothy B. Schmit - voce, basso
- George Grantham - voce, batteria
- Al Garth - fiddle
- Steve Ferguson - pianoforte

Tulsa Turnaround
- Paul Cotton - voce, chitarra acustica
- Rusty Young - dobro
- Timothy B. Schmit - basso
- George Grantham - batteria
- Al Garth - fiddle
- Steve Ferguson - pianoforte

Note aggiuntive
- Poco e Mark Harman - produttori
- Registrato e mixato al Record Plant di Los Angeles (California)
- Mark Harman e Doug Rider - ingegneri delle registrazioni
- Wally Traugott - mastering
- Tom Wilkes e Phip Hartmann - art direction e design album
- Guy Webster - fotografia
- Sandy Sussman - riproduzione colore
- Dennis Gomes Jones - road manager
- Hartmann & Goodman - direzione
- Grace Grantham - guida spirituale
- Ringraziamenti: Margaret Holmes e Pam Bishop[8]